# (73177) 2002 HK7
2002 إتش كي 7 (ويعرف أيضًا باسم (73177) 2002 إتش كي 7 وفق تسمية الكوكب الصغير) (بالإنجليزية: 2002 HK7)‏ هو كويكب ضمن حزام الكويكبات؛ وترتيبه 73177 من حيث الاكتشاف.
اكتُشف هذا الجُرم الفلكي بواسطة William Kwong Yu Yeung ‏ في 18 أبريل 2002.

## وصلات خارجية
- (73177) 2002 HK7 في قاعدة بيانات مختبر الدفع النفاث لأجرام النظام الشمسي الصغيرة

- الاكتشاف · مخطط المدار ·  العناصر المدارية · المعلمات المادية

- (73177) 2002 HK7 على موقع ويكي سكاي: DSS2, SDSS, GALEX, IRAS, Hydrogen α, X-Ray, Astrophoto, Sky Map, Articles and images